# 地球人請回答
《地球人請回答》是中天綜合台綜藝節目，伊林娛樂、欣享娛樂聯合製作，2020年5月11日首播，開播時播出時間為每週一至週四晚上11點至12點，2020年6月8日起改為每週一至週四晚上9點至10點首播。由胡瓜、胡盈禎聯手主持。

## 歷史
節目於2020年3月21日進行首次錄影，於2020年5月11日晚間23：00於中天綜合台首播。節目原預定於時報廣場大樓中天電視攝影棚錄影；但因嚴重特殊傳染性肺炎疫情關係，在第一次錄影前移至中國電視大廈錄影。
2020年6月18日，播出改版內容，改版後以益智節目方式為主，最後晉級者將可拿到6元到6萬元左右的獎金。
2020年7月2日播出第32集最強老師挑戰賽(下)，送出第一位6萬6千6百66元。同年7月22日播出最強爸爸挑戰賽，紀艾希加入特派員助理主持行列；7月25日進行最後一次錄影。
2020年7月28日新聞報導胡瓜請辭節目主持，本節目也只做一季後收攤。節目於2020年8月6日播出最後一集。

## 播出時間
以下時間以當地時間（台灣時間）為準

### 首播
| 頻道                  | 所在地 | 播映日期                     | 星期         | 播出時段      |
| --------------------- | ------ | ---------------------------- | ------------ | ------------- |
| 中天綜合台            | 臺灣   | 2020年5月11日 - 2020年6月4日 | 每週一至週四 | 23:00 - 00:00 |
| 寰宇HD綜合台(MOD首播) | 臺灣   | 2020年5月18日 - 2020年8月7日 | 每週二至週五 | 20:00 - 21:00 |
| 中天綜合台            | 臺灣   | 2020年6月8日 - 2020年8月6日  | 每週一至週四 | 21:00 - 22:00 |

### 重播
| 頻道              | 所在地 | 星期       | 播出時段      |
| ----------------- | ------ | ---------- | ------------- |
| 中天綜合台        | 臺灣   | 週一～週五 | 04:00 - 05:00 |
| 中天綜合台        | 臺灣   | 週一～週五 | 11:00 - 12:00 |
| 中天綜合台        | 臺灣   | 週一～週五 | 17:00 - 18:00 |
| 中天綜合台        | 臺灣   | 週一～週五 | 23:00 - 00:00 |
| 寰宇HD綜合台(MOD) | 臺灣   | 週一～週五 | 13:00 - 14:00 |
| 寰宇HD綜合台(MOD) | 臺灣   | 週一～週日 | 19:00 - 20:00 |
| 寰宇HD綜合台(MOD) | 臺灣   | 週六～週一 | 20:00 - 21:00 |

## 節目列表
| 集數  | 日期 （錄影日期）         | 主題                                                 | 來賓 | 備註                                         |
| ----- | ------------------------- | ---------------------------------------------------- | --- | -------------------------------------------- |
| 01    | 5月11日 〈2020年3月21號〉 | 老公給的不是愛 竟是滿滿的精神暴力                    | 特派員：李懿 來賓：張鳳書、王思佳、何妤玟、何嘉文、蔡逸帆、馬國賢、曾治豪、潘映竹、 楊智皓、江皇樺 | 首錄第一集                                   |
| 02    | 5月12日 〈2020年4月25號〉 | 生男孩搶著養！生女孩沒人幫？ 我真的不敢生！          | 特派員：李懿 來賓：趙正平、佩甄、楊皓如、Michael | 第二次錄影                                   |
| 03    | 5月13日 〈2020年4月25號〉 | 姐妹的男友就是要共用？ 你的男友就是我的工具人！      | 特派員：成語蕎 來賓：何篤霖 、吳珝陽 、郭靜純 、餅乾 、王碩瀚 、奇霏 |                                              |
| 04    | 5月14日 〈2020年4月25號〉 | 搬出去住就會衰？ 原來我是剋死夫家的掃把星？          | 特派員：李懿 來賓：李蒨蓉 、沈玉琳 、舒子晨 、張克帆 |                                              |
| 05    | 5月18日 〈2020年5月9號〉  | 真愛的手機不怕看！對方手機的秘密你敢看嗎？           | 特派員：李懿 來賓：阿KEN 、吳怡霈 、林娜 、大飛 | 第三次錄影                                   |
| 06    | 5月19日 〈2020年5月9號〉  | 我被前任傳染生病了 我該告訴下一個被害者嗎？          | 特派員：李懿 來賓：李明川 、安妮 、紀艾希 、宋哥 、李制益 、張哲偉 、白瑜 |                                              |
| 07    | 5月20日 〈2020年5月9號〉  | 蛋黃區的便宜屋一定有問題！這些奇葩條件誰受得了？     | 特派員：李懿 來賓：樓心潼 、米可白 、WISH 、紀言愷〈JR〉 |                                              |
| 08    | 5月21日 〈2020年5月9號〉  | 停止用你的嘴巴性騷擾我！ 我的主管愛嘴砲！            | 特派員：成語蕎 來賓：倪暄 、NONO 、謝忻 、黃鐙輝 |                                              |
| 09    | 5月25日 〈2020年5月16號〉 | 男主內好羞恥！男人靠女人養錯了嗎？                   | 特派員：成語蕎 來賓：狄鶯 、孫鵬 、白瑜 |                                              |
| 10    | 5月26日 〈2020年5月16號〉 | 都說遠親不如近鄰，為什麼我的鄰居是惡鄰居？           | 特派員：李懿 來賓：蔡淑臻 、姚蜜 、孫綻 、熊大律師 |                                              |
| 11    | 5月27日 〈2020年5月16號〉 | 當夢想就在眼前 我只能做不孝的人嗎？                  | 特派員：李懿 來賓：方季惟 、楊小黎 、潘若迪 |                                              |
| 12    | 5月28日 〈2020年5月22號〉 | 健康教育2.0 知識大會考                               | 特派員：成語蕎 來賓：小馬、小米、周宜霈、陳保仁 |                                              |
| 13    | 6月1日 〈2020年3月21號〉  | 新來的菜鳥後台超硬 前輩只有被欺壓的命？              | 特派員：成語蕎 來賓：溫昇豪、殷琦、宋哥、姚蜜、若綺、宋少騫、李元圓、夏天珞、白瑜 |                                              |
| 14    | 6月2日 〈2020年5月22號〉  | 工作真的比健康重要嗎？我該回疫情重災區上班嗎？       | 特派員：李懿 來賓：張雁名、楊千霈、詹子晴、哈孝遠、白瑜 |                                              |
| 15    | 6月3日 〈2020年5月30號〉  | 台灣人愛創業「當老闆」知識大賽開跑！                 | 特派員：李懿 來賓：曾雅蘭、楊奇煜、五熊、無尊 |                                              |
| 16    | 6月4日 〈2020年5月30號〉  | 動動手指就下單 但網購知識你了解多少？                | 特派員：李懿 來賓：阿喜、吳珝陽、Eason、元元、峮峮、王德明 |                                              |
| 17    | 6月8日 〈2020年5月30號〉  | 你真的懂美食嗎？外食族的秘密大揭露！                 | 特派員：成語蕎 來賓：白家綺、陳德烈、葉欣眉、PER6IX<彭名慧、王加瑄、申力安、林采婕、 李紫嫣、馬瑋伶>、高敏敏 | 本集開始改為晚上9點首播                      |
| 18    | 6月9日                    | 跟監手機定位APP 被監控的愛情比較有安全感？           | 特派員：李懿 來賓：Junior 、朱海君、安苡愛、女王 |                                              |
| 19    | 6月10日                   | 老到可以當妳爸了！年齡差多少最適合你呢？！           | 特派員：成語蕎 來賓：金友莊、葛宸羽、康康、白瑜 |                                              |
| 20    | 6月11日                   | 什麼！我的另一半有其他伴侶？！我該與別人共享伴侶嗎？ | 特派員：李懿 來賓：小鐘 、藍星蕾 、TEDDY 、白瑜 |                                              |
| 21    | 6月15日                   | 當雙親變成最熟悉的陌生人哪種照顧對他們是最好的呢？   | 特派員：成語蕎 來賓：王思佳、布蘭妮、唐從聖、林青穀 |                                              |
| 22    | 6月16日                   | 什麼？！爸爸竟然有小三我該讓媽媽知道真相嗎？         | 特派員：李懿 來賓：侯昌明、鄭仲茵、蘿莉塔、林莎、掌薇 |                                              |
| 23    | 6月17日                   | 我該為了降低風險選擇放棄一條生命嗎？                 | 特派員：成語蕎 來賓：屈中恆 、Vicky 、LaLa 、顏永烈 |                                              |
| 24    | 6月18日                   | 最強人類金頭腦挑戰賽                                 | 特派員：李懿 獎金挑戰關主：孔繁錦 來賓：葉欣眉、吳仁凱、張榆澤、小閃、鄭伃倢、葉朗敬、陳岳昇、李璿、 岳瀛立、連耘、黃品誠 | 改版益智節目 冠軍：葉欣眉 獎金：6666元       |
| 25 26 | 6月22日 6月23日           | 最強名嘴挑戰賽(上) 最強名嘴挑戰賽(下)                | 特派員：李懿 獎金挑戰關主：孔繁錦 來賓：徐展元、PAUL、安格斯、狄志偉、邱永林、麥若愚、呂文婉、許聖梅、 王瑞玲、凱鈞、盧燕俐、康仁俊、謝寒冰、高仁和、黃敬平、陳泰源、艾莉絲、 李行、 H先生、迺哥                                        | 冠軍：謝寒冰 獎金：66 元                     |
| 27 28 | 6月24日 6月25日           | 最強空姐挑戰賽(上) 最強空姐挑戰賽(下)                | 特派員：李懿 獎金挑戰關主：孔繁錦 來賓：蔡逸帆、瑄瑄、Nina、蜜雪兒、竹竹、韓涵、林維菈、美美、雯雯、小萱、Anna、KIKI、Iris、Amanda、LALA、Vivian、Emily、Kate、Ling、Katy、Abby、溫蒂、茉莉、朱利安、呆呆、吳真、阿智、安柏、晴天、小安 | 冠軍：溫蒂 獎金：66 元                       |
| 29    | 6月29日 〈2020年3月30號〉 | 改車改到要離婚？人比不過車=你比車還不如？            | 特派員：李懿 來賓：林姿佑 、小亮哥 、依依 、史丹利 、余皓然 、王中平 、Paul 、咪咪 、 江皇樺 |                                              |
| 30    | 6月30日                   | 女人愛買？還是男人更揮霍？男女網購大不同             | 特派員：李懿 來賓：余祥銓、何蓓蓓、張可昀、依依、張哲偉 |                                              |
| 31 32 | 7月1日 7月2日             | 最強老師挑戰賽(上) 最強老師挑戰賽(下)                | 特派員：李懿 獎金挑戰關主：孔繁錦 來賓：潘若迪、詹惟中、KIMIKO、Lisa、曜宇、馨予、胡適、沈約、劉泰駙、雲筑 、姿姿、橙紅、詠升、高宏、馮優、陳翎、項少龍、尚明、劉炘、黎乃嘉                                                             | 冠軍：劉炘 獎金：66666 元 第一位最高獎金得主 |
| 33 34 | 7月6日 7月7日             | 最強房仲挑戰賽(上) 最強房仲挑戰賽(下)                | 特派員：李懿 獎金挑戰關主：孔繁錦 來賓：崔佩儀、李愛綺、王少偉、謝忻、房多多、Jean、廖萭榕、林珊如、Yo桑、果果、易儒、禹杰、祥豪、艾瑞克、王靚瑜、朋朋、芊蓉、林柏佑、小駱、周毓苓                                                      | 冠軍：王少偉 獎金：666 元                    |
| 35    | 7月8日 〈2020年4月25號〉  | 在台灣重男輕女是常態？女兒就活該要養全家？！         | 特派員：李懿 來賓：王婉霏、劉畊宏、蔡允潔、允潔媽 |                                              |
| 36    | 7月9日                    | 最強活動主持人挑戰賽                                 | 特派員：李懿 獎金挑戰關主：孔繁錦 來賓：Dennis、Gigi、黃少谷、林柏妤、徐瑋吟、蔡侑勳、瑞克、Tiffany、高珮喻、丁冠文 | 冠軍：徐瑋吟 獎金：6 元                      |
| 37    | 7月13日                   | 最強老闆挑戰賽                                       | 特派員：李懿 獎金挑戰關主：孔繁錦 來賓：唐從聖、何妤玟、吳怡霈、大飛、Carol、安迪老師、岱妮、Jennifer、Jason、陳光中 | 冠軍：唐從聖 獎金：66 元                     |
| 38    | 7月14日                   | 最強碩士挑戰賽                                       | 特派員：李懿 獎金挑戰關主：孔繁錦 來賓：趙自強、張鳳書、大根、蘿莉塔、Jeff、Iris、秀秀、Christine、一針、小剛 | 冠軍：大根 獎金：66 元                       |
| 39    | 7月15日                   | 最強醫師挑戰賽                                       | 特派員：李懿 獎金挑戰關主：孔繁錦 來賓：吳宗儒、Kelly、陳昱璁、若玄、洪芝晨、Wilson、章節、林煜淳、柔謙、 吳昭寬 | 冠軍：章節 獎金：6 元                        |
| 40    | 7月16日                   | 最強媽媽挑戰賽                                       | 特派員：李懿 獎金挑戰關主：孔繁錦 來賓：朱芯儀、貝童彤、阿諾、周明璟、林采緹、Shan、米兒、老姐、小矮、 詹宇太太 | 冠軍： 阿諾 獎金：66 元                      |
| 41    | 7月20日                   | 最強小編挑戰賽                                       | 特派員：李懿 獎金挑戰關主：孔繁錦 來賓：陸元琪、劉雨柔、楊昇達、黃沐妍、凱莉、孔繁錦、Ken、8832、 吐司去編、元綺、斜槓媽媽 | 冠軍：8832 獎金：666 元                      |
| 42    | 7月21日                   | 最強歌手挑戰賽                                       | 特派員：李懿 獎金挑戰關主：孔繁錦 來賓：張芸京、周定緯、盧學叡、林道遠、曾治豪、李子森、楊蒨時、高以馨、 張文綺、李佳歡 | 冠軍：盧學叡 獎金：66 元                     |
| 43    | 7月22日                   | 最強爸爸挑戰賽                                       | 特派員：紀艾希 獎金挑戰關主：孔繁錦 來賓：吳大維、馬力歐、紀言愷、吳東諺、孔繁錦、阿川、忻翰、李哲、聖彼得、翰寬、浩克爸爸 | 冠軍：吳東諺 獎金：8 元                      |
| 44    | 7月23日                   | 最強留學生挑戰賽                                     | 特派員：李懿 獎金挑戰關主：孔繁錦 來賓：荒山亮、蔣偉文、Julie、楊皓如、張哲偉、Hebe、浩瑜、九粒、 若希、James | 冠軍：若希 獎金：666元                       |
| 45    | 7月27日                   | 同居生活問題多 房租誰付才合理？                      | 特派員：成語蕎 來賓：史丹利、Gigi、薔薔、H |                                              |
| 46    | 7月28日                   | 買樂透中了頭獎 你會告訴另一半嗎？                    | 特派員：李懿 來賓：沈玉琳、劉琁、徐瑋吟、若綺、施昇輝 |                                              |
| 47    | 7月29日                   | 我要公佈那些親熱的照片喔！ 來自前任最恐怖的威脅！    | 特派員：成語蕎 來賓：董至成、Gino、葉欣眉、賴薇如 |                                              |
| 48    | 7月30日                   | 最強律師挑戰賽                                       | 特派員：李懿 獎金挑戰關主：孔繁錦 來賓：江皇樺、梁維珊、大鬍子、陳俊翰、張庭、恩碩、黃子欽、陳彥潔、 閻道至、吳彥儀 | 冠軍：大鬍子 獎金：66 元                     |
| 49    | 8月3日                    | 感情中總是有難以開口的事 這些事你敢說嗎？            | 特派員：紀艾希 來賓：馬國賢、撒基努、蔡逸帆、楊晨熙 |                                              |
| 50    | 8月4日                    | 最強電台DJ挑戰賽                                     | 特派員：紀艾希 獎金挑戰關主：孔繁錦 來賓：徐哲緯、何戎、夏宇童、李洛洋、陳大天、 賢齡、圓圓、瑪麗、歐馬克、穎珍 | 冠軍：賢齡 獎金：666 元                      |
| 51    | 8月5日                    | 最強旅遊達人挑戰賽                                   | 特派員：紀艾希 獎金挑戰關主：孔繁錦 來賓：高伊玲、哈孝遠、林惟毅、小譽、 Anita、吳宗宜、Peggy、自由哥、Daniel | 冠軍：哈孝遠 獎金：66 元                     |
| 52    | 8月6日                    | 最強購物專家挑戰賽                                   | 特派員：紀艾希 獎金挑戰關主：孔繁錦 來賓：馬妞、任潔玲、禹安、玉菲、歡歡、謝君良、岑妮、郁婷、劉增釗、冠鈞 | 冠軍:郁婷 獎金：666元                        |

## 製作團隊
- 總監：陳盟岳
- 監製：蘇善村、吳曉芬
- 編審：呂偉嘉
- 製作人：陳婉若、孫樂欣
- 新媒體公關行銷：施明黎、劉筱祺、賴又菱、吳淳涵、鍾依玲、林潔瑩、白人方
- 製作群：張仲宇、黃郁涵、鄭子妍、黃芳伸、陳嘉鈞、黃欣茹
- 現場出題：蔡孟宸
- 妝髮：Jim、邱綉育
- 梳化：伊林娛樂
- 造型：陳玉枝、麥麥
- 剪接：鍾瑞華
- 後製：劉秀錚、郭泰谷
- 音樂：小威老師
- 後製音效：音樂達
- 旁白：Joseph
- 音響：必應創造
- 動畫：大王映畫
- 攝影：張源庭、李孟謙、郭文賓、劉百城、劉俊鑫、王誌廣
- 成音：秦聖奇、陳乙鞍、陳冠中
- 燈光：黃來明、郭文龍、周明國、彭金銘
- 視訊：賀志清、楊宜斌
- 技術指導：徐啟雄、黃宗文
- 助理導播：賴欣妤、廖豐緯
- 現場指導：盧雅文
- 導播：王秀如、陳健彬
- 製作公司：伊林娛樂、欣享娛樂
- 監製公司：中天電視

## 作品的變遷
| 臺灣 中天綜合台 每週一至週四 21:00 - 22:00 · (2020年6月8日前為每週一至週四 23:00 - 00:00) | 臺灣 中天綜合台 每週一至週四 21:00 - 22:00 · (2020年6月8日前為每週一至週四 23:00 - 00:00) | 臺灣 中天綜合台 每週一至週四 21:00 - 22:00 · (2020年6月8日前為每週一至週四 23:00 - 00:00) |
| ----------------------------------------------------------------------------------------- | ----------------------------------------------------------------------------------------- | ----------------------------------------------------------------------------------------- |
|                                                                                           | 地球人請回答 （2020年5月11日－2020年8月6日）                                              |                                                                                           |
| 醫師好辣 （2020年1月13日－2020年5月8日）                                                  | 大學生了沒 （2020年8月10日－2020年10月9日）                                               |                                                                                           |
| 臺灣 寰宇HD綜合台 每週二至週五 20:00 - 21:00 · (與中天綜合台相差一集)                     |                                                                                           |                                                                                           |
| 綜藝大熱門 （2020年5月4日－2020年5月15日）                                                | 地球人請回答 （2020年5月18日－2020年8月7日）                                              | 綜藝大熱門 （2020年8月10日－）                                                            |